# Vênus de Mauern

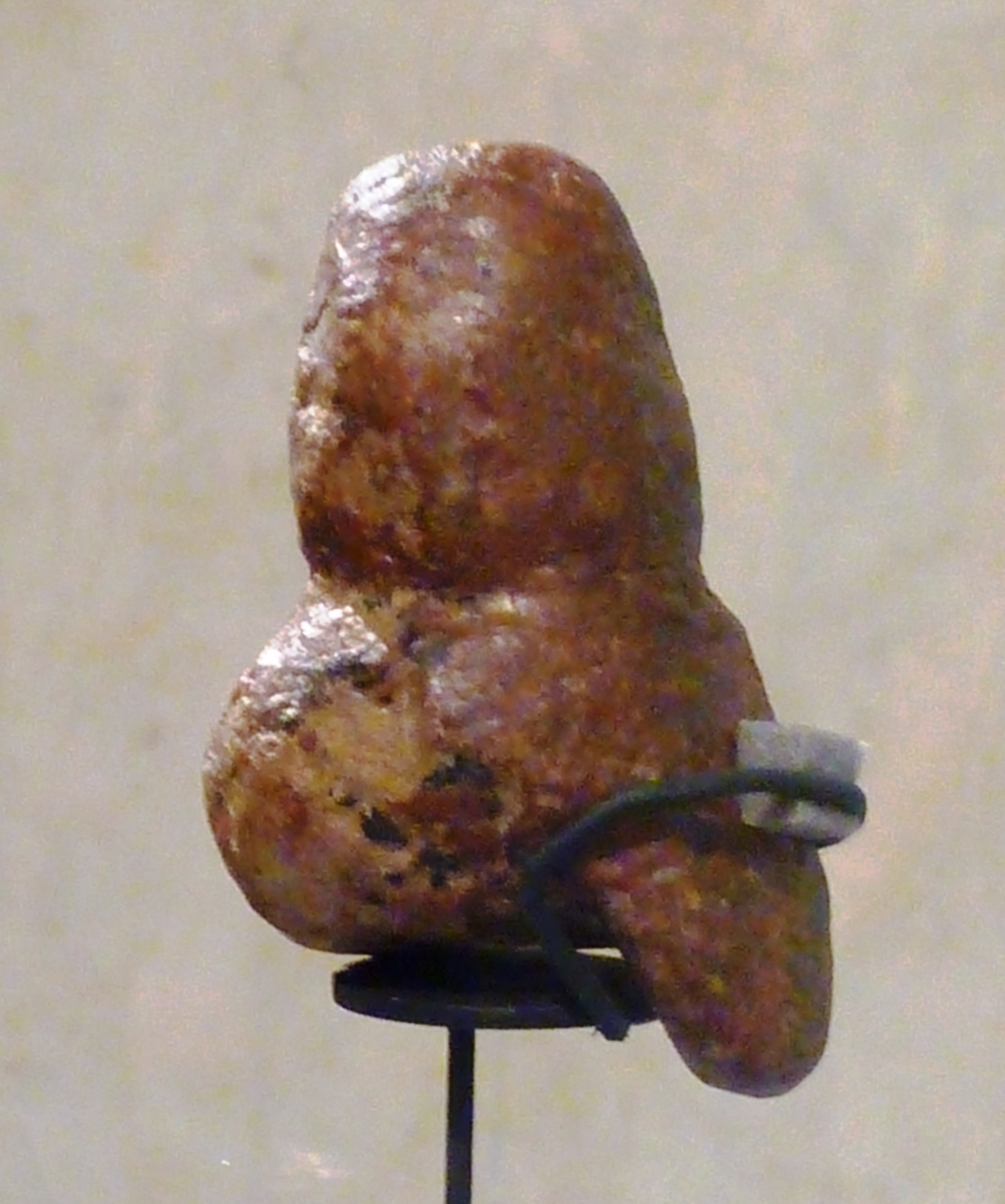
A Vênus de Mauern

A Vênus de Mauern (também conhecida como Rote von Mauern, "a vermelha de Mauern") é uma estatueta de Vênus da era paleolítica. A estatueta é originária do Gravettian e tem cerca de 27.000 anos de idade. A estatueta consiste em calcário pintado de vermelho e foi encontrada em 1948 em Mauern (Rennertshofen). Está alojado na Archäologische Staatssammlung em Munique.

## História
As escavações foram conduzidas pelo pré-historiador Lothar Zotz da universidade de Erlangen em 1948 e 1949. O arqueólogo amador Christoff von Vojkffy encontrou a estatueta nas Weinberghöhlen ("cavernas vinyard") perto de Mauern em 24 de agosto de 1948. A estatueta foi encontrada na colina entre as cavernas 2 e 3.

## Descrição

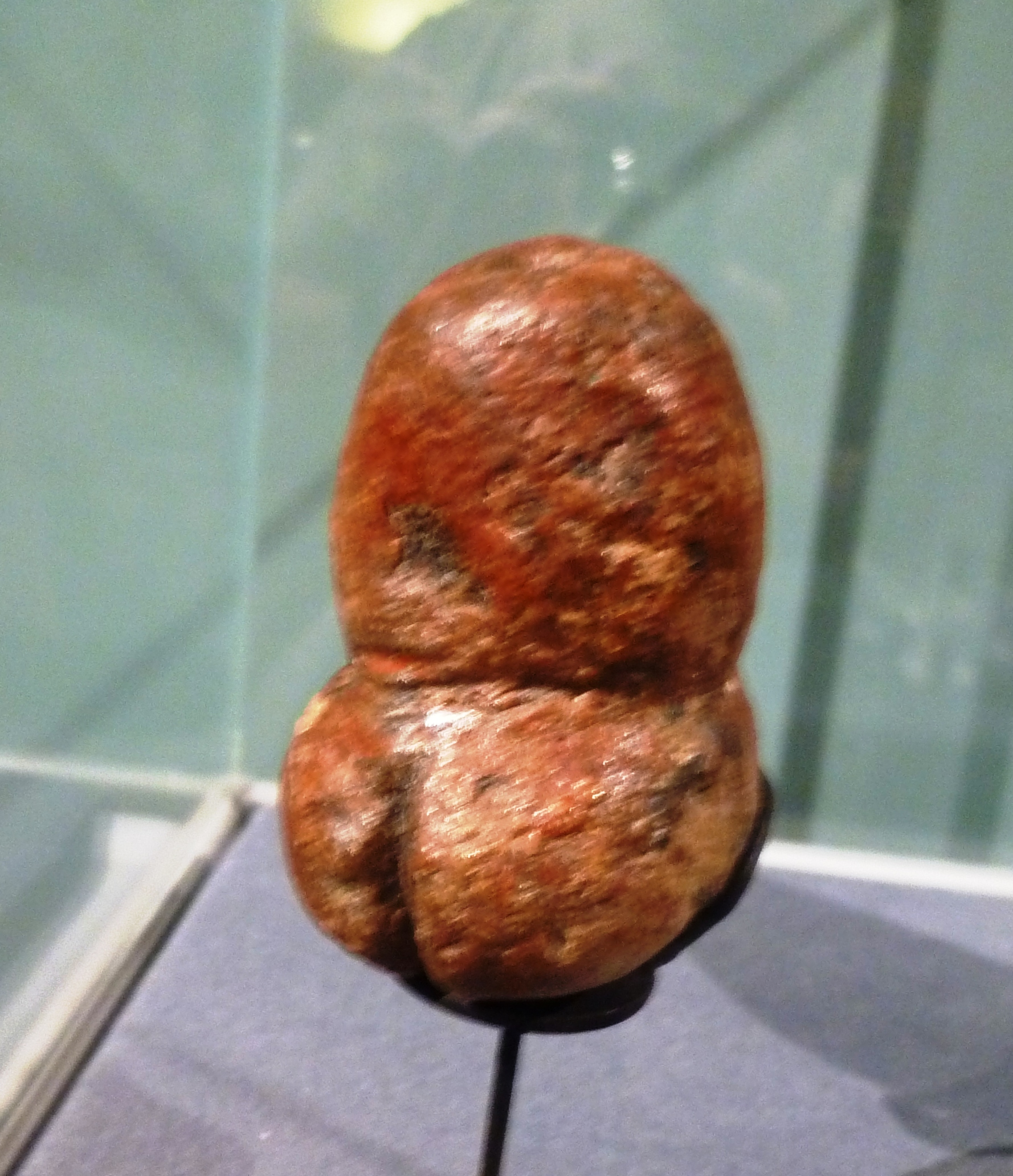
Vênus de Mauern / 'Die Rote von Mauern'

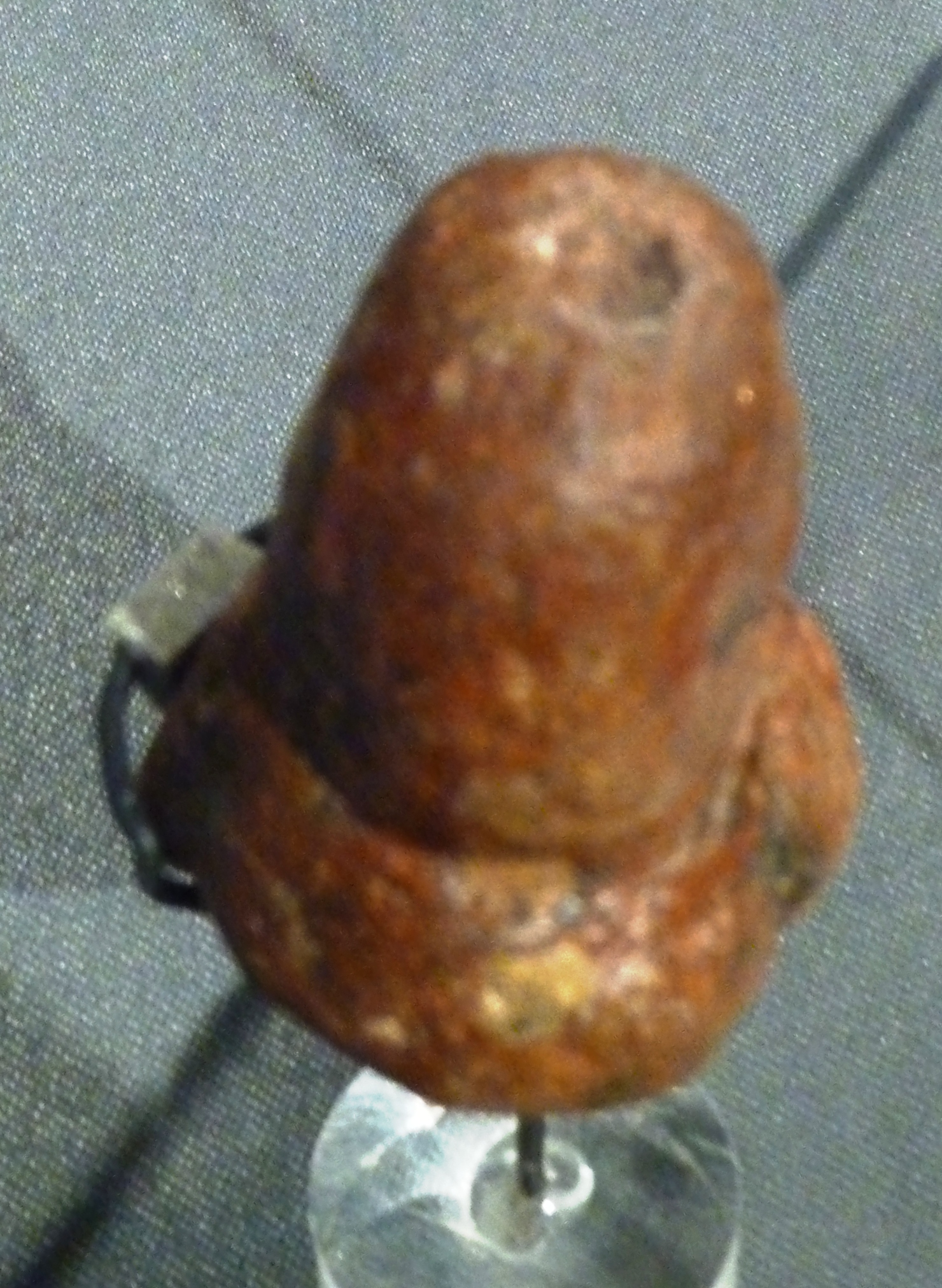
Aprofundamento na parte superior da estatueta

A estatueta é 7,2 cm de altura, feito de calcário e coberto com ocre vermelho. A estatueta pode ser interpretada de duas maneiras: como uma representação estilizada de uma mulher com grandes nádegas ou como um pênis com testículos. Na parte superior há um aprofundamento, que pode ser interpretado como o término da uretra. Este tipo de representação bissexual também pode ser encontrada em várias outras estatuetas da era paleolítica, entre elas esculturas de Dolni Vestonice, Gönnersdorf, Nebra, Mezin (Ucrânia), Milandes, Oelknitz, Savignano, Trasimeno e Trou Magrite.